# استهوفن
شهر استهوفن (به آلمانی: Osthofen) در ایالت راینلند-فالتز در کشور آلمان واقع شده‌است.

## نگارخانه

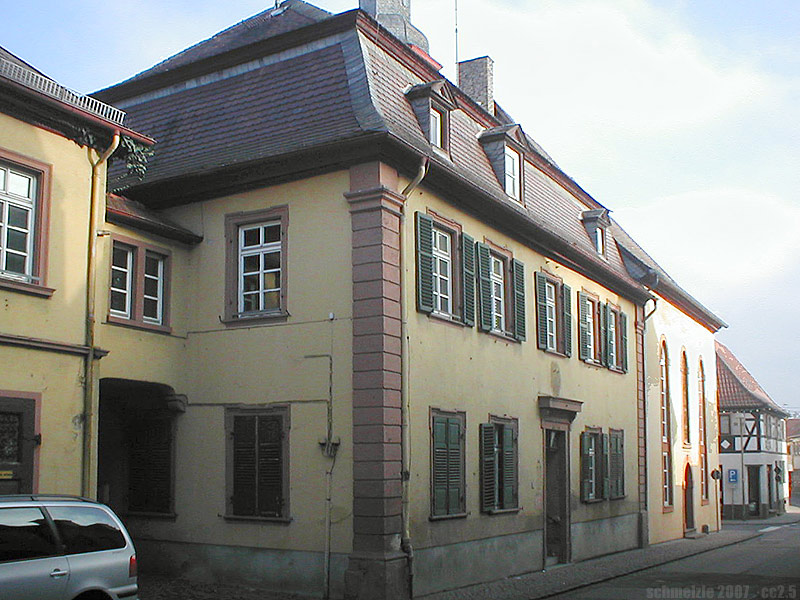
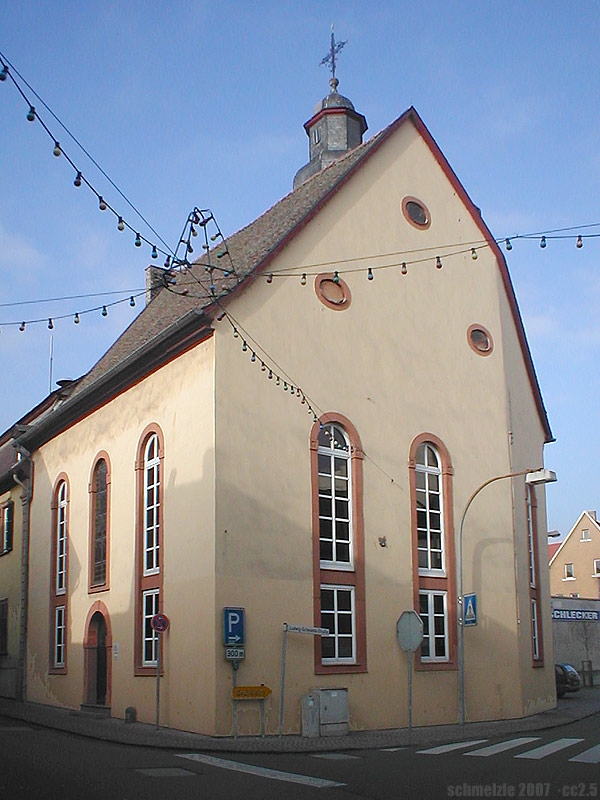